# نلی و آقای آرنو
نلی و آقای آرنو (به فرانسوی: Nelly et Monsieur Arnaud) فیلمی فرانسوی به کارگردانی کلود سوته و با بازی میشل سرو، امانوئل بئار و ژان-اوگ آنگلاد محصول سال ۱۹۹۵ است. این فیلم برنده جایزه سزار بهترین کارگردانی و بهترین بازیگر مرد برای میشل سرو شد.